# Parc provincial William A. Switzer
Le parc provincial William A. Switzer (anglais : William A. Switzer Provincial Park) est un parc provincial de l'Alberta (Canada) situé dans le comté de Yellowhead.
Il est situé sur la route 40 entre Grande Cache et Hinton. Plusieurs terrains de campings sont situés sur le long de la route, sur les rives des lacs Gregg, Cache, Blue et Jarvis.
Le parc est situé dans le contreforts des Rocheuses entre une altitude de 1 150 m et 1 300 m. Sa superficie est de 61 km2 et il a été créé le 22 décembre 1958. Il est administré par le ministère du Tourisme, des Parcs et de la Récréation. Il a été nommé en l'honneur de William Switzer (en), ancien député de l'assemblée législative de l'Alberta.

## Toponymie
Le parc portait lors de sa création le nom de parc provincial Entrance. Il a été renommé pour son nom actuel en 1974. Son nom commémore William Switzer (en) (1920-1969), maire de Hinton et député de l'assemblée législative de l'Alberta de 1965 à 1969 sous la bannière du parti libéral de l'Alberta.